# LOCK ON!
『LOCK ON!』（ロックオン）は、土田健太による日本の漫画作品。プロトタイプとして，『She Saw Game』を『赤マルジャンプ』2008ＳＵＭＭＥＲに掲載。『週刊少年ジャンプ』（集英社）にて2009年31号に読切版が掲載され、同誌にて2010年12号から2010年30号まで連載された。全18話。話数の単位は「○枚目」。

## あらすじ
「お前の外見が好きだ。写真を撮らせてくれ!」
男性不信の女子高生・栗原ニコの通う学校にある日突然転校してきたのは、自らをフリーカメラマンと名乗り、眼帯姿でカメラを構える謎めいた男子・真田映。節操なく女子を撮りたがり、また写真を撮らせてほしいと訴える映をニコは冷たくあしらう。しかし学校生活を送る中で彼の隠された特殊能力を目の当たりにし、次第に興味を持ち始めるのだった。
映に理解を示す幼なじみ・白井雪と共に、ニコは今日も彼の周囲で巻き起こる騒動に振り回される。

## 登場人物

### 主要登場人物
真田 映（さなだ うつる）
本作の主人公。フリーで活動するプロのカメラマン。都立上ヶ下高等学校1年C組所属。写真部を創設した。右目には常に眼帯をつけている。
有名なカメラマンだが、もっと有名になりたいと思っている。好きなものは女性とお金。
一人暮らしでボロボロの家に住んでいる。部屋には段ボールが山積みになっている。両親といたころは転校が多く，引っ越しては荷ほどきで済んだと思えばまた引っ越しだったので荷ほどきはしない。自分が写ってる写真は見られるのが恥ずかしい。自他ともに男が着る服に興味がなく、休日でも制服を着てくるほど。
主に人物（女性）を被写体とした撮影を得意とするプロカメラマン（通称「学ランカメラマン」）であり、校内であろうと常にカメラを持ち歩いてはシャッターチャンスを窺っている。
美しいものを見ると鼻血が出る。
女子高生が撮り放題との理由で高校に通う。普段から男性の顔を認識しておらず、興味がないため焦点があっていない。
スカウトした女性は必ず売れると業界で有名であったり、本業に関してはニコも一目置いているほど。写真を撮り始めた理由は写真を見ればその時のことをみんなが思いだしてくれるから。
利き目である右目は「シャッターアイ」と映が呼ぶものであり、瞬間的に見た物を観察・記憶することができる。欠点としては、見えすぎてしまい鼻血が止まらなくなることから普段は眼帯をしている。右目を使わなくても見るだけで身長と体重、3サイズも分かる。読唇術も使える。
栗原ニコ（くりはら - ）
本作のヒロイン。都立上ヶ下高等学校1年C組所属。写真部。体育委員を務める。好物は苺のショートケーキ。
幼いころから性的な犯罪者に行き遭うことが多々あり、それが原因で男性不信になってしまった。
小学校の時は男子と一緒に遊んでいたり、よく笑ってて明るく元気で男子にも人気があった。
常に行動を共にする親友の雪には面倒見良く接するが、自らに近づいてくる男性はたとえ級友であっても完全に信用することが出来ず、一歩退いたものの見方をすることが多い。中学からの空手の経験者で、多対一で不良を撃退したり、突飛な行動に出る映にも容赦なく鉄拳制裁を加えるなど、男勝りで短気な性格をしている。しかし内心では男女問わず誰にも優しい雪にほのかな憧れを抱いており、不意に写真を撮られた時には極度に緊張して恥じらうと言った一面もある。
写真部に入ってほしいという映の誘いを当初かたくなに拒んでいたが、とある事件をきっかけに映の姿勢を見なおしたことで入部を承諾した。
白井 雪（しらい ゆき）
都立上ヶ下高等学校1年C組所属の女子。ニコの幼馴染みで親友。
靴のサイズは22.5センチメートル。強気で凶暴だと揶揄されるニコの最大の理解者。
いつでも笑顔で明るく誰にでも同じように優しいため、男子にも女子にも人気がある。率先して場を仕切ることもあるが根っからのリーダータイプでもなく、どちらかと言えば抜けた面が非常に目立つ、天然でお人よしな性格をしている。いつも楽しそうに撮影をする映に理解を示し、写真部に入ることを快諾した。
当初はヘアピンをしていたが、途中からひっそりとカチューシャに変えている。
大和 武明（やまと たけあき）
都立上ヶ下高等学校1年C組所属の男子。
親譲りの目つきの悪さで周囲を威圧する不良。
地元は千葉であり、不良を卒業しようとして上京するも周囲に名の知れた尊大にまでなっていた。
教室内での居場所を掴みかね、一匹狼を演じて自分の席で寝た振りをしている。
排他的で近づきがたい雰囲気からヤクザの息子だと勘違いされていたが、噂に尾ひれがついていただけで、父親は大工の棟梁。
同じ学校の先輩の不良にも物怖じしない度胸がある。
雪に好意を寄せている。
映に雪への恋心を知られた（弱みを握られた）ことの決着として、彼女の写真の提供と引き換えに写真部に入ることを承諾した。その延長で、休日は映の仕事を不本意ながら手伝うこともある。
日々野 祭（ひびの まつり）
都立上ヶ下高等学校1年C組所属の女子。CMの仕事もこなすポップンティーンの看板モデル。中学時代は引っ込み思案な性格から「お通夜ちゃん」のあだ名で呼ばれていたが、真田にスカウトされたことで自分の名前に自信を持つようになり、現在に至る。シャイ。裸眼での視力がかなり悪く、眼鏡を外す仕事時はスタッフと間違えて機材にあいさつするほど（曰く、周囲が見えると緊張するのでコンタクトにはしない）だが耳は良い。仕事のスイッチが入ると性格が明るく大胆で積極的になる。真田のことが好きで、ニコに一方的にライバル宣言をした後に真田ともっとお近づきになるために同じ学校に転入し、写真部に入部する。
上野（うえの）
男性教師。生活指導を担当にしており、真面目な性格。コンタクトレンズを入れるのが怖いため、眼鏡を着用している。
とても融通の利かない石頭として生徒に煙たがられている。
女子生徒から、告白されるも断るものの一部始終を見ていた映に説教をされ、教師としての立場も踏まえて、女子生徒の想いを考えて、「卒業後に想いが変わっていなかったら、話をしよう」と伝えた。
このことをきっかけに、部員を5人集めることを条件として写真部の顧問を請け負うことを映に伝えた。

### 新聞部
文沢 新（あやさわ あらた）
都立上ヶ下高等学校1年生の男子。2人の先輩部員を抱える新聞部部長で常に堂々としており、性格は真面目できわめて行動的。事件性のある人間が大好きで、事件に巻き込まれた、もしくは騒動を巻き起こす人物に取材することを生き甲斐としている。人を貶めるための記事は書かない。取材対象を記事にするのは「記者として理解したい、読者にも理解してほしい」という信念があっての行動だが、取材に持ち込むまでの交渉があからさま過ぎるため、取材拒否を経て本人ではなく周囲から情報を得ることもある。
学校の部室を賭けて対決した際には、映を新たな取材対象者としてひそかにチェックした。

### その他
伏見（ふしみ）
都立上ヶ下高等学校1年生の男子。真田達の隣のクラスに在籍している。
田口（たぐち）
1年C組担任。大雑把な性格。
牧野町子（まきの まちこ）
服飾系雑誌「ポップンティーン」編集者。背が低くレンズの大きな黒縁眼鏡をかけており、女子中学生に間違われるほどの幼い外見であるが実年齢は24歳。映の「ほめる力」を早くに見抜き、雑誌で特集を組むなど彼の実力を高く評価している。子供っぽい容姿にコンプレックスを抱いており、容姿のせいで物事が上手くいかないと早とちりしては涙目で訴えたり、実際の性格にも子供っぽさが垣間見える。
猿渡（さるわたり）
大和とは中学以来で、弱いくせにさんざん喧嘩を売り、さんざんボコボコにされていた。
池谷（いけや）
都立上ヶ下高等学校の男子。イケメンでイケメンスマイルとイケメンボイスでやたらモテる。
みずき
同い年で真田が小学校の時好きだった。

## 用語
シャッターアイ
右目で見た光景を一瞬で細部まで記憶し、二度と忘れない能力。右目を覆う眼帯の付け外しは映の自由意思によるが、能力自体は無制限に使えるわけではなく、右目を酷使し過ぎた時には眼精疲労で前後不覚になることもある。

## 読み切り版

### 赤マルジャンプ版

#### あらすじ
野球部創部を目指し、写真部の子とタッグ!?

### ジャンプ版

#### あらすじ
美しいもの大好きな真田の標的になると!?
すぐにシャッターを押してしまう

### 登場人物
真田映（さなだ うつる）
1年C組。シャッターアイの持ち主であり、女性に目がないプロカメラマン。
栗原ニコ（くりはら ニコ）
1年C組。身長157cm。スリーサイズは上から88・56・87。短気で男勝りな性格をしており、通称バラの「トゲ」。空手の有段者。
白井雪（しらい ゆき）
1年C組。常に明るく、誰に対しても平等に優しく振る舞うことからクラスの憧れの的となっている。が、リーダー気質と言う訳でもなく抜けた天然さも持ち合わせている。通称「白バラ姫」。
神山龍一（かみやま りゅういち）
ニコと雪の先輩であり、学業の傍ら雑誌モデルをつとめている事で女子に人気がある。ボクシング経験者。表立って知られてはいないが非常に女癖が悪く、女性に言うことを聞かせるためには犯罪まがいの手段を取ることも厭わない。その裏の姿に気づいたニコを襲うも、映の返り討ちに遭って逮捕される。

## 書誌情報
- 土田健太『LOCK ON!』集英社〈ジャンプ・コミックス〉全2巻
  1. 「現役高校生プロカメラマン真田」 ISBN 978-4-08-870070-0
  2. 「愛の行方」 ISBN 978-4-08-870107-3